# مارك ستونتن
مارك ستونتن (بالإنجليزية: Mark Staunton)‏ هو لاعب كرة قدم بريطاني في مركز الدفاع، ولد في 30 يناير 1989 في Alexandria, West Dunbartonshire ‏ في المملكة المتحدة. شارك مع منتخب اسكتلندا تحت 16 سنة لكرة القدم ومنتخب اسكتلندا تحت 17 سنة لكرة القدم. أما مع النوادي، فقد لعب مع بيرويك راينجرز وتشارلتون أثلتيك ونادي إيست فيف ونادي ستيرلينغ ألبيون ونادي سلتيك ونادي فالكيرك.

## وصلات خارجية
- مارك ستونتن على موقع قاعدة بيانات كرة القدم.إي يو (الإنجليزية)
- مارك ستونتن على موقع Soccerbase.com (لاعب) (الإنجليزية)